# Peperomia gucayana
Peperomia gucayana är en pepparväxtart som beskrevs av William Trelease. Peperomia gucayana ingår i släktet peperomior, och familjen pepparväxter. Inga underarter finns listade i Catalogue of Life.